# Alepocephalus antipodianus
Alepocephalus antipodianus är en fiskart som först beskrevs av Parrott, 1948.  Alepocephalus antipodianus ingår i släktet Alepocephalus och familjen Alepocephalidae. Inga underarter finns listade i Catalogue of Life.